# 占納特
占納特是伊朗的城市，位於該國南部札格羅斯山脈東南部，由法爾斯省負責管轄，距離首府設拉子225公里，海拔高度1,136米，2006年人口10,817。